# María de Calabria
María de Anjou, conocida como María de Calabria (Nápoles, 6 de diciembre de 1328-Nápoles, 20 de mayo de 1366) fue la primera consorte de Felipe II de Tarento, emperador latino de Constantinopla; fue condesa de Alba y, por los matrimonios contraídos, también condesa de Durazzo, señora de Baux y condesa de Avelino, emperatriz titular de Constantinopla y princesa de Acaia.

## Biografía

### Primeros años
María era la quinta hija y póstuma de Carlos de Calabria (1298-1328) (hijo mayor del rey Roberto el Prudente), y de su segunda esposa María de Valois (1309-1332) (hermana del rey Felipe VI de Francia). Nació aproximadamente seis meses después de la muerte de su padre, el 9 de noviembre de 1328. En el momento de su nacimiento, de sus tres hermanas mayores y de un hermano, solo Juana, nacida en marzo de 1328, estaba viva. Dos años más tarde, el 23 de octubre de 1331, María de Valois murió durante una peregrinación a Bari, dejando huérfanas a María y a su hermana mayor (ahora heredera del trono de Nápoles). Ambas fueron criadas en la corte de su abuelo paterno, el rey Roberto, en Nápoles.
Por una bula fechada el 30 de junio de 1332, el Papa Juan XXII decretó oficialmente que María y su hermana mayor se casarían con los hijos del rey de Hungría, Carlos Roberto: Juana fue comprometida con Andrés, mientras que María fue destinada a su hermano mayor y heredero del trono húngaro, Luis; Sin embargo, este compromiso se hizo bajo la condición que si Juana moría antes de que su matrimonio pudiese ser consumado, entonces María se casaría con Andrés. De esta manera, el rey Roberto quería reconciliar su línea de sangre con los descendientes de su hermano mayor, privado de la corona de Nápoles a su favor. 
El rey murió el 20 de enero de 1343. Por las disposiciones de su voluntad, su hermana mayor Juana se convirtió en la gobernante de Nápoles, mientras que a María no solo se le dio el condado de Alba y una vasta herencia, sino también se confirmó su compromiso con el príncipe Luis de Hungría, o en el caso de que este unión nunca se llevase a cabo, el rey instruyó entonces que ella podría casarse con Juan, duque de Normandía, heredero del trono francés (aunque él estaba ya casado desde 1332).

### Primer matrimonio
Sin embargo, poco después de la muerte de su abuelo, María fue secuestrada por Inés de Périgord, viuda de Juan, duque de Durazzo. Inés arregló el matrimonio de María con su hijo, Carlos, Duque de Durazzo. El matrimonio tuvo lugar el 21 de abril de 1343, la novia de casi catorce años y el novio de veinte. Tuvieron cinco hijos:
- Luis de Durazzo (diciembre de 1343 – 14 de enero de 1344)
- Juana, duquesa de Durazzo (1344 – 20 de julio de 1387); su primer matrimonio fue el 19 de junio de 1366 con el Infante Luis de Navarra, Conde de Beaumont-le-Roger (d. 1372), y su segundo matrimonio en 1376 con Roberto IV Artois, Conde de Eu (d. 1387). Sin hijos.
- Inés de Durazzo (1345 – 15 de julio de 1388, Nápoles), su primer matrimonio fue el 6 de junio de 1363 Cansignorio della Scala, Señor de Verona (d. 1375), y su segundo matrimonio en 1382 con Jaime de Baux (d. 1383). Ninguno de los dos matrimonios tuvo hijos.
- Clemencia de Durazzo (1346 – 1363, Nápoles)
- Margarita de Durazzo (28 de julio de 1347 – 6 de agosto de 1412, Mela), casada en enero de 1369 con Carlos de Durazzo, Conde de Gravina y Morrone (más tarde rey de Nápoles).

Carlos y María encabezaron una facción que se oponía a la reina Juana y a su segundo marido, Luis de Tarento. Frente a la invasión de Luis I de Hungría, que llegó al reino para vengar la muerte del hermano, Juana y Luís huyeron: el 15 de enero de 1348, Carlos fue nombrado Teniente General y Gobernador del Reino de Nápoles, aparentemente había visto la oportunidad de reclamar el poder en su ausencia. Pero fue capturado por Luis en las cercanías de Aversa el 23 de enero de 1348: considerado como responsable de la muerte de Andrés, fue ajusticiado por decapitación frente a la Iglesia de San Pietro a Maiella. Su período de poder duró menos de una semana y María se convirtió en viuda con solo 19 años.

### Segundo matrimonio
Con la muerte de Carlos, María huyó a Aviñón. Buscó refugio en la corte del Papa Clemente VI. En 1348, la Peste negra llegó a la Península itálica, obligando al rey de Hungría y a la mayoría de su ejército a retirarse a su patria con la esperanza de escapar de la propagación de la epidemia. María regresó a Nápoles y se estableció en el Castel dell'Ovo.
Según la Crónica partenopea, los príncipes napolitanos que el rey Luis de Hungría había encarcelado durante su primera campaña en el sur de Italia le propusieron casarse con María, su anterior novia. Durante el asedio de Aversa en el verano de 1350, Luis se encontró con su enviado en Trentola-Ducenta y las capitulaciones de su matrimonio fueron aceptados. Sin embargo, antes de que el matrimonio pudiera tener lugar, fue secuestrada de nuevo, esta vez por Hugo IV, señor de Baux y conde de Avelino, que obligó a María a casarse con su hijo mayor y heredero, Roberto. No tuvieron hijos.
Hugo IV fue asesinado por orden del cuñado de María, Luis de Tarento, en 1351. Dos años más tarde (1353), María fue finalmente rescatada por el rey Luis de Hungría, pero su esposo Roberto fue capturado y encarcelado por Luis de Tarento en Castel dell'Ovo, donde fue asesinado por sus órdenes. Al parecer, fue testigo del asesinato de primera mano.

### Tercer matrimonio
Poco después de la muerte de su segundo esposo, María fue nuevamente encarcelada, esta vez por Luis de Tarento, y fue liberada sólo después de su matrimonio, en abril de 1355, con Felipe II de Tarento, el hermano menor de Luis. Tuvieron cinco hijos, todos los cuales murieron jóvenes:
- Felipe de Tarento (1356)
- Carlos de Tarento (1358)
- Felipe de Tarento (born and died 1360)
- Nacido muerto (1362)
- Nacido muerto (1366).

En su testamento, Roberto de Nápoles nombró a María heredera del reino de Nápoles en el caso de que Juana I muriera sin hijos. Cuando María murió en 1366, sus pretensiones pasaron a sus tres hijas sobrevivientes, de las cuales el marido de la tercera reclamó finalmente el trono de Nápoles en 1382 como Carlos III. María murió a los 37 años, probablemente por complicaciones de parto, y fue enterrada en la Basílica de Santa Clara en Nápoles.

## Árbol genealógico
|  |                                            |  |  |  |  |  |  |  |  |  |  |  |  |  |  |  |
|  | 16. Carlos I de Nápoles                    |  |  |  |  |  |  |  |  |  |  |  |  |  |  |  |
|  |                                            |  |  |  |  |  |  |  |  |  |  |  |  |  |  |  |
|  |                                            |  |  |  |  |  |  |  |  |  |  |  |  |  |  |  |
|  | 8. Carlos II de Nápoles                    |  |  |  |  |  |  |  |  |  |  |  |  |  |  |  |
|  |                                            |  |  |  |  |  |  |  |  |  |  |  |  |  |  |  |
|  |                                            |  |  |  |  |  |  |  |  |  |  |  |  |  |  |  |
|  | 17. Beatriz de Provenza                    |  |  |  |  |  |  |  |  |  |  |  |  |  |  |  |
|  |                                            |  |  |  |  |  |  |  |  |  |  |  |  |  |  |  |
|  |                                            |  |  |  |  |  |  |  |  |  |  |  |  |  |  |  |
|  | 4. Roberto I de Nápoles                    |  |  |  |  |  |  |  |  |  |  |  |  |  |  |  |
|  |                                            |  |  |  |  |  |  |  |  |  |  |  |  |  |  |  |
|  |                                            |  |  |  |  |  |  |  |  |  |  |  |  |  |  |  |
|  | 18. Esteban V de Hungría                   |  |  |  |  |  |  |  |  |  |  |  |  |  |  |  |
|  |                                            |  |  |  |  |  |  |  |  |  |  |  |  |  |  |  |
|  |                                            |  |  |  |  |  |  |  |  |  |  |  |  |  |  |  |
|  | 9. María de Hungría                        |  |  |  |  |  |  |  |  |  |  |  |  |  |  |  |
|  |                                            |  |  |  |  |  |  |  |  |  |  |  |  |  |  |  |
|  |                                            |  |  |  |  |  |  |  |  |  |  |  |  |  |  |  |
|  | 19. Isabel la Cumana                       |  |  |  |  |  |  |  |  |  |  |  |  |  |  |  |
|  |                                            |  |  |  |  |  |  |  |  |  |  |  |  |  |  |  |
|  |                                            |  |  |  |  |  |  |  |  |  |  |  |  |  |  |  |
|  | 2. Carlos, Duque de Calabria               |  |  |  |  |  |  |  |  |  |  |  |  |  |  |  |
|  |                                            |  |  |  |  |  |  |  |  |  |  |  |  |  |  |  |
|  |                                            |  |  |  |  |  |  |  |  |  |  |  |  |  |  |  |
|  | 20. Jaime I de Aragón                      |  |  |  |  |  |  |  |  |  |  |  |  |  |  |  |
|  |                                            |  |  |  |  |  |  |  |  |  |  |  |  |  |  |  |
|  |                                            |  |  |  |  |  |  |  |  |  |  |  |  |  |  |  |
|  | 10. Pedro III de Aragón                    |  |  |  |  |  |  |  |  |  |  |  |  |  |  |  |
|  |                                            |  |  |  |  |  |  |  |  |  |  |  |  |  |  |  |
|  |                                            |  |  |  |  |  |  |  |  |  |  |  |  |  |  |  |
|  | 21. Violante de Hungría                    |  |  |  |  |  |  |  |  |  |  |  |  |  |  |  |
|  |                                            |  |  |  |  |  |  |  |  |  |  |  |  |  |  |  |
|  |                                            |  |  |  |  |  |  |  |  |  |  |  |  |  |  |  |
|  | 5. Violante de Aragón y Sicilia            |  |  |  |  |  |  |  |  |  |  |  |  |  |  |  |
|  |                                            |  |  |  |  |  |  |  |  |  |  |  |  |  |  |  |
|  |                                            |  |  |  |  |  |  |  |  |  |  |  |  |  |  |  |
|  | 22. Manfredo de Sicilia                    |  |  |  |  |  |  |  |  |  |  |  |  |  |  |  |
|  |                                            |  |  |  |  |  |  |  |  |  |  |  |  |  |  |  |
|  |                                            |  |  |  |  |  |  |  |  |  |  |  |  |  |  |  |
|  | 11. Constanza de Sicilia                   |  |  |  |  |  |  |  |  |  |  |  |  |  |  |  |
|  |                                            |  |  |  |  |  |  |  |  |  |  |  |  |  |  |  |
|  |                                            |  |  |  |  |  |  |  |  |  |  |  |  |  |  |  |
|  | 23. Beatriz de Savoya                      |  |  |  |  |  |  |  |  |  |  |  |  |  |  |  |
|  |                                            |  |  |  |  |  |  |  |  |  |  |  |  |  |  |  |
|  |                                            |  |  |  |  |  |  |  |  |  |  |  |  |  |  |  |
|  | 1. María de Calabria                       |  |  |  |  |  |  |  |  |  |  |  |  |  |  |  |
|  |                                            |  |  |  |  |  |  |  |  |  |  |  |  |  |  |  |
|  |                                            |  |  |  |  |  |  |  |  |  |  |  |  |  |  |  |
|  | 24. Luis IX de Francia                     |  |  |  |  |  |  |  |  |  |  |  |  |  |  |  |
|  |                                            |  |  |  |  |  |  |  |  |  |  |  |  |  |  |  |
|  |                                            |  |  |  |  |  |  |  |  |  |  |  |  |  |  |  |
|  | 12. Felipe III de Francia                  |  |  |  |  |  |  |  |  |  |  |  |  |  |  |  |
|  |                                            |  |  |  |  |  |  |  |  |  |  |  |  |  |  |  |
|  |                                            |  |  |  |  |  |  |  |  |  |  |  |  |  |  |  |
|  | 25. Margarita de Provenza                  |  |  |  |  |  |  |  |  |  |  |  |  |  |  |  |
|  |                                            |  |  |  |  |  |  |  |  |  |  |  |  |  |  |  |
|  |                                            |  |  |  |  |  |  |  |  |  |  |  |  |  |  |  |
|  | 6. Carlos, conde de Valois                 |  |  |  |  |  |  |  |  |  |  |  |  |  |  |  |
|  |                                            |  |  |  |  |  |  |  |  |  |  |  |  |  |  |  |
|  |                                            |  |  |  |  |  |  |  |  |  |  |  |  |  |  |  |
|  | 26. Jaime I de Aragón (=20)                |  |  |  |  |  |  |  |  |  |  |  |  |  |  |  |
|  |                                            |  |  |  |  |  |  |  |  |  |  |  |  |  |  |  |
|  |                                            |  |  |  |  |  |  |  |  |  |  |  |  |  |  |  |
|  | 13. Isabel de Aragón                       |  |  |  |  |  |  |  |  |  |  |  |  |  |  |  |
|  |                                            |  |  |  |  |  |  |  |  |  |  |  |  |  |  |  |
|  |                                            |  |  |  |  |  |  |  |  |  |  |  |  |  |  |  |
|  | 27. Violante de Hungría (=21)              |  |  |  |  |  |  |  |  |  |  |  |  |  |  |  |
|  |                                            |  |  |  |  |  |  |  |  |  |  |  |  |  |  |  |
|  |                                            |  |  |  |  |  |  |  |  |  |  |  |  |  |  |  |
|  | 3. María de Valois                         |  |  |  |  |  |  |  |  |  |  |  |  |  |  |  |
|  |                                            |  |  |  |  |  |  |  |  |  |  |  |  |  |  |  |
|  |                                            |  |  |  |  |  |  |  |  |  |  |  |  |  |  |  |
|  | 28. Guy III, Conde de Saint-Pol            |  |  |  |  |  |  |  |  |  |  |  |  |  |  |  |
|  |                                            |  |  |  |  |  |  |  |  |  |  |  |  |  |  |  |
|  |                                            |  |  |  |  |  |  |  |  |  |  |  |  |  |  |  |
|  | 14. Guy IV, Conde de Saint-Pol             |  |  |  |  |  |  |  |  |  |  |  |  |  |  |  |
|  |                                            |  |  |  |  |  |  |  |  |  |  |  |  |  |  |  |
|  |                                            |  |  |  |  |  |  |  |  |  |  |  |  |  |  |  |
|  | 29. Matilde de Brabante, Condesa de Artois |  |  |  |  |  |  |  |  |  |  |  |  |  |  |  |
|  |                                            |  |  |  |  |  |  |  |  |  |  |  |  |  |  |  |
|  |                                            |  |  |  |  |  |  |  |  |  |  |  |  |  |  |  |
|  | 7. Mahaut de Châtillon-Saint Pol           |  |  |  |  |  |  |  |  |  |  |  |  |  |  |  |
|  |                                            |  |  |  |  |  |  |  |  |  |  |  |  |  |  |  |
|  |                                            |  |  |  |  |  |  |  |  |  |  |  |  |  |  |  |
|  | 30. Juan II de Bretaña                     |  |  |  |  |  |  |  |  |  |  |  |  |  |  |  |
|  |                                            |  |  |  |  |  |  |  |  |  |  |  |  |  |  |  |
|  |                                            |  |  |  |  |  |  |  |  |  |  |  |  |  |  |  |
|  | 15. María de Bretaña, Condesa de Saint-Pol |  |  |  |  |  |  |  |  |  |  |  |  |  |  |  |
|  |                                            |  |  |  |  |  |  |  |  |  |  |  |  |  |  |  |
|  |                                            |  |  |  |  |  |  |  |  |  |  |  |  |  |  |  |
|  | 31. Beatriz de Inglaterra                  |  |  |  |  |  |  |  |  |  |  |  |  |  |  |  |
|  |                                            |  |  |  |  |  |  |  |  |  |  |  |  |  |  |  |
|  |                                            |  |  |  |  |  |  |  |  |  |  |  |  |  |  |  |